# Maniola subhispulla
Maniola subhispulla är en fjärilsart som beskrevs av Embrik Strand 1912. Maniola subhispulla ingår i släktet Maniola, och familjen praktfjärilar. Inga underarter finns listade.